# Marjasaari, Somero
Marjasaari är en ö i Finland. Den ligger i sjön Painio och i kommunen Somero i den ekonomiska regionen  Salo ekonomiska region och landskapet Egentliga Finland, i den södra delen av landet, 80 km nordväst om huvudstaden Helsingfors. Öns area är 0,6 hektar och dess största längd är 110 meter i sydöst-nordvästlig riktning.